# PKU-test
PKU-test är ett prov som görs på nyfödda barn i Sverige.
Testet har fått sitt namn efter den första sjukdomen som alla nyfödda barn i Sverige screenades för, fenylketonuri. Allt eftersom tillkom fler sjukdomar, och idag ingår 25 ovanliga medfödda sjukdomar i testet. Adoptiv- och invandrarbarn under 18 år erbjuds också att ta PKU-provet, med den nationella rekommendationen att alla adoptiv- och invandrarbarn upp till 8 års ålder bör provtas. Provet ska tas så tidigt som möjligt men barnet måste vara minst 48 timmar gammalt. Provet skickas till laboratoriet samma dag som det tagits.
Gemensamt för de sjukdomar som ingår i screeningen är att de alla är väldigt ovanliga och att nyfödda som har någon av sjukdomarna oftast är symtomfria men att svåra handikapp och symtom utvecklas senare om inte behandling sätts in tidigt. Nyföddhetsscreeningen är inte diagnostisk i sig, och avvikelser måste alltid bekräftas med uppföljande undersökningar.

## Sjukdomar som ingår
Risken att ett barn skulle ha någon av de här sjukdomarna är mycket liten. Bland de drygt 100 000 barn som föds varje år i Sverige är det sammanlagt mellan 75 och 85 som har någon av 25 sjukdomarna som ingår i testet.
- Endokrina sjukdomar (2 st); hypotyreos (medfödd sköldkörtelhormonbrist), kongenital binjurebarkshyperplasi
- Fel i nedbrytningen eller metabolismen av fettsyror (betaoxidationsdefekter, 3 st); MCAD-brist, LCHAD-brist och andra defekter i det trifunktionella proteinet (TFP), VLCAD-brist
- Fel i karnitinsystemet (4 sjukdomar); fel i karnitincykelns beståndsdelar (CPT I, CACT och CPT II), primär karnitinbrist (CUD)
- Organiska acidurier (6 sjukdomar); isovaleriansyreuri, propionsyreuri, metylmalonsyrauri, glutarsyreuri typ 1, multipel acyl-CoA dehydrogenasbrist (MAD-brist), betaketotiolasbrist (BKT-brist)
- Fel i ureacykeln (3 sjukdomar); citrullinemi, argininosuccinatlyasbrist (ASL-brist), arginasbrist
- Andra fel i omsättningen av aminosyror (4 sjukdomar); fenylketonuri (PKU), Maple syrup urine disease (MSUD), tyrosinemi typ 1 (TYR 1), homocystinuri (HCY)
- Andra medfödda ämnesomsättningsjukdomar (2 sjukdomar); biotinidasbrist, galaktosemi
- Immunologiska sjukdomar (1 sjukdom); svår kombinerad immunbrist (SCID)

## Analys
Analysen av testerna för dessa sjukdomar bygger på samma princip, men skiljer sig något från sjukdom till sjukdom. Alla dessa sjukdomar karaktäriseras av onormala nivåer av proteiner, fetter, syror, andra ämnen eller vita blodkroppar, något som kan detekteras i blodet. Detta innebär att det är möjligt att avgöra huruvida någon är påverkad, och i sådana fall av vilken sjukdom, genom att analysera om nivåerna av något av dessa ämnen avviker från det normala. Ett exempel på detta är att nivåerna av acylkarnitiner kan användas för att fastställa diagnosen propionsyrauri.